# Le Bonnet rouge

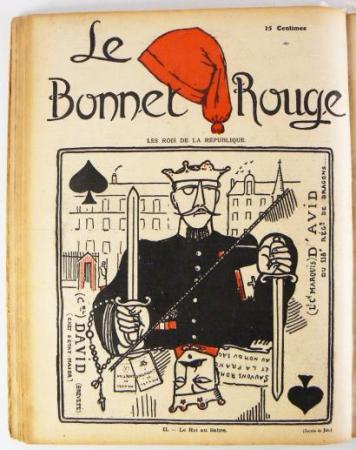
Le Bonnet Rouge, 1914

Le Bonnet rouge (Die rote Mütze) war eine französische Zeitschrift, die zunächst wöchentlich (1913), dann täglich (1914) als satirische Zeitschrift der französischen Republikaner und Anarchisten erschien und zunächst von Paul Raoult geleitet wurde. Chefredakteur und späterer Leiter war Miguel Almereyda. Gegen Ende oblag die Leitung Maurice Fournié. Die Zeitung wurde 1917 eingestellt und 1922 für nur zwei Ausgaben reaktiviert.

## Geschichte
Während des Ersten Weltkriegs war Le Bonnet rouge in verschiedene Skandale verwickelt und wurde unter anderem des Defätismus beschuldigt. Sie war ein beliebtes Ziel der rechtsextremen royalistischen Bewegung Action française. Diese beschuldigte Almereyda, sich den Deutschen angenähert zu haben.
1917 wurden deutsche Überweisungen an die Zeitung im Zusammenhang mit der Bolo-Pascha-Affäre entdeckt. Hauptmann Pierre Bouchardon, der als Untersuchungsrichter an den 3. Kriegsrat abgeordnet war, wurde beauftragt, die Herkunft der an die Zeitung gezahlten Gelder zu untersuchen. Dabei entdeckte er Korrespondenzen zwischen Almereyda und dem ehemaligen französischen Premier- und Finanzminister Joseph Caillaux. Letzterer sollte gezwungen werden, seine Beziehungen zu den führenden Köpfen der Zeitung zu erklären. Er wurde 1917 wegen „Korrespondenz mit dem Feind“ verhaftet.

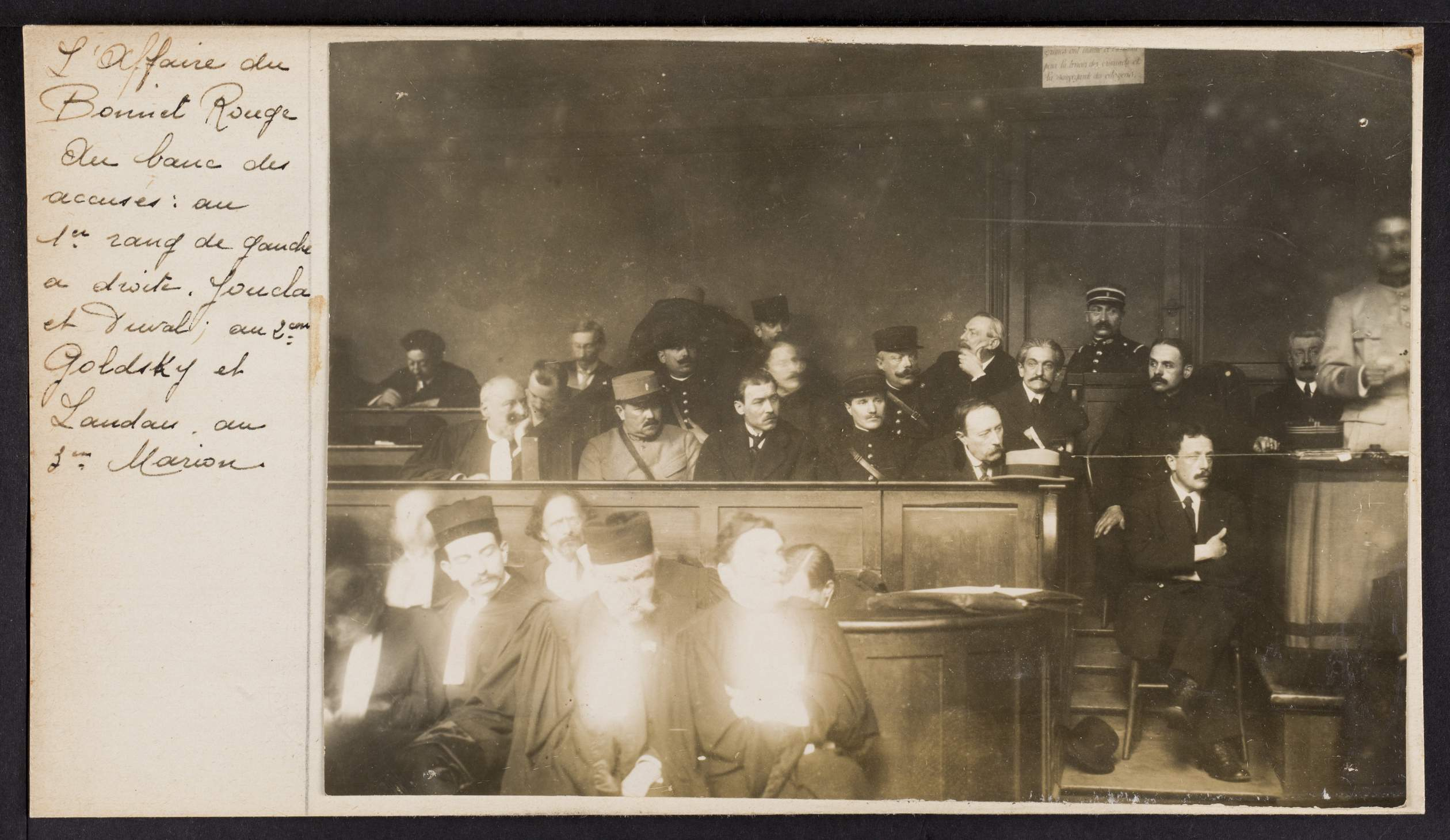
Prozess Duval

Am 15. Mai 1917 wurde Émile-Joseph Duval an der Schweizer Grenze mit einem Scheck über 150.000 Francs des deutschen Bankiers Marx aus Mannheim verhaftet. Nach den Erinnerungen von Léon Daudet, einem Aktivisten der Action française, wurde er, nachdem er zunächst eine Angelegenheit zur Liquidation der „Seebäder von San Stefano“ vorgeschoben hatte, zunächst wegen Handels mit dem Feind angeklagt. Die Affäre um ausländische Gelder, die an die Zeitung geflossen waren, führte auch zur Verhaftung von Miguel Almereyda und zu seinem Tod unter mysteriösen Umständen in der Haft.
Louis Marchand beschreibt die Bonnet rouge als „von der französischen Regierung subventionierte Zeitung und Organ des deutschen Generalstabs“ und weist darauf hin, dass es keine Behauptung der französischsprachigen deutschen Propagandazeitung Gazette des Ardennes gegeben hätte, die die Bonnet rouge nicht versucht hätte durchzusetzen.